# Thalassochernes taierensis
Thalassochernes taierensis är en spindeldjursart som först beskrevs av With 1907.  Thalassochernes taierensis ingår i släktet Thalassochernes och familjen blindklokrypare. Inga underarter finns listade i Catalogue of Life.